# ポパイ (任天堂)
『ポパイ』 (POPEYE) は、任天堂から発売されたゲームソフトおよびアーケードゲーム。アメリカの漫画『ポパイ』（1929年）を題材としている。
1981年にゲーム&ウオッチとして発売され、翌1982年には内容を異にしたアクションゲームがアーケードゲームとして発売された。本項ではアーケードゲーム版を記述し、ゲーム&ウオッチ版は後述する。

## 概要
1982年にアーケードゲームで登場し、その後1983年7月15日にファミリーコンピュータの同時発売ソフトとして発売された（その他のソフトは『ドンキーコング』と『ドンキーコングJR.』）。このバージョンは、コレコビジョンやコモドール64にも移植されている。
2007年秋に海外でバンダイナムコエンターテインメントが携帯電話用アプリケーションとしてグラフィックを一新したアーケード版のリメイクを発売している。

## ゲーム内容
ここではアーケード版について述べる。
全1画面、4段構成のステージでポパイを操り、ポパイの宿敵ブルートの妨害をかわしながら、恋人オリーブの投げるハートや音符、アルファベットを全て取ればクリアとなる。画面の上の方で取るほど高得点。1段目だと500点、2段目以降は300点、100点、50点の順。階段等を降りている最中は前にいた段の得点。ハート等を1つでも取り逃す（画面下の水面に落ちて一定時間経つと沈む）か、ブルート・ビン・髑髏・バーナード（禿鷹）に直接当たるとポパイを1人失う。人数が無くなればゲームオーバー。なお、面のクリア条件は、1面はハート24個、2面は音符16個、3面は「H」「E」「L」「P」のアルファベット4個を計6セット（24個）と、それぞれの面で1つも漏らさず取る事である。なお、取る事さえできれば良く、取る順番は問わない。
ポパイはAボタンでパンチを使えるがブルートに直接攻撃はできず、通常状態では触れただけでミスとなる。ブルートは基本的にはうろうろと移動を繰り返すだけだが、ポパイと同じ場所に居た場合には時折ビンを4本投げてきたり、上段にポパイが居た場合は一瞬上を見上げた直後にアッパーカットをしたり、下段に居た場合は腕をもぞもぞと伸ばしたりダイブしてきたりと多彩な行動でポパイの妨害をする（ビンはパンチで壊せる。1個100点）。ブルート以外にも、ハゲタカのバーナード（3面のみ登場。パンチで倒すと1000点）、ビン1本と髑髏（それぞれパンチで破壊可能。1個破壊すると100点）を投げてくるいじわる魔女シーハッグが敵として登場。
1面目の最上段の中央には桶とパンチングボール（1回叩くと30点）がある。パンチングボールはタイミングよくパンチすると桶にぶつかり、桶が下に落ちてきてブルートの頭にはまって邪魔をする事ができる。これも被せた時の段によって点数が異なり、下の方で被せるほど高得点。
ステージは全3面で1面はドック、2面は街、3面は船上。ステージによって仕掛けが異なり、1面は桶を使ってブルートを攻撃できる。2面はジャンプ台がありジャンプ台の上に浮かぶスィーピー(赤ん坊)にタッチすると500点。3面はスライドする台がある。3面をクリアすると難易度が上がった1面に戻るループ制。アーケード版では2周目以降は3面まで行かず2面で次ループに移行するバグが存在する。
原作同様、各ステージに出てくるほうれん草を食べれば音楽が変わり、ポパイの肌が赤（アーケード版。コレコビジョン版は緑）くなってパワーアップし無敵となり、ブルートに直接触れるだけで倒せるようになる（3000点）他、投げられたハート等も停止し取りやすくなる。さらには、無敵状態の最中は得点が2倍になる。難易度が高くなるにつれてBGMが早くなり（無敵時間が短くなる）、オリーブの投げるパーツとブルートの動きも早くなり、ビンや骸骨を投げてくる率が多くなる。

## 移植版
| No. | タイトル | 発売日                               | 対応機種                                                        | 開発元                             | 発売元                             | メディア                  | 型式                     | 売上本数                    | 備考 |
| --- | -------- | ------------------------------------ | --------------------------------------------------------------- | ---------------------------------- | ---------------------------------- | ------------------------- | ------------------------ | --------------------------- | ---- |
| 1   | Popeye   | 1982年                               | オデッセイ2                                                     | パーカー・ブラザーズ               | パーカー・ブラザーズ               | 内蔵ゲーム                | -                        | -                           |      |
| 2   | ポパイ   | 1983年7月15日 1986年6月 1986年9月1日 | ファミリーコンピュータ                                          | 任天堂                             | 任天堂                             | 192キロビットロムカセット | HVC-PP NES-PP-USA NES-PP | 約45万本 約51万本 約110万本 |      |
| 3   | Popeye   | 1983年                               | Atari 2600 Atari 5200 Atari 800 インテレビジョン コレコビジョン | パーカー・ブラザーズ               | パーカー・ブラザーズ               | ロムカセット              | PB5370 1150 6370 9810    | -                           |      |
| 4   | Popeye   | 1984年                               | コモドール64 TI-99/4A                                           | パーカー・ブラザーズ               | パーカー・ブラザーズ               | フロッピーディスク        | PB1560 PB1650            | -                           |      |
| 5   | Popeye   | 2007年                               | 携帯アプリ                                                      | バンダイナムコエンターテインメント | バンダイナムコエンターテインメント | ダウンロード              | -                        | -                           |      |

## ゲーム&ウオッチ版
1981年にゲーム&ウオッチのワイドスクリーンで発売。同シリーズの『パラシュート』に似たゲーム構成となっている。
1983年8月には日本国外で、ゲーム&ウオッチのカラースクリーン テーブルトップとして発売。こちらもワイドスクリーン版、アーケード版、ファミコン版とは全く異なった内容となっている。このバージョンは日本国内でも同月にパノラマスクリーンで再発売された。

### ワイドスクリーン版
海の上でボートに乗っているポパイを左右に操り、画面左上のオリーブが投げてくるビン、パイナップル、缶詰をキャッチするゲーム。途中でブルートがポパイを邪魔し、「GAME A」では左端からハンマーで、「GAME B」ではハンマーに加えて右端からパンチで攻撃していくる。オリーブが投げたものを2つ海に落とすか、ブルートの攻撃にあたるとミスとなる。3回ミスでゲームオーバー。
時計機能のアラームは、オリーブが担当している。

### テーブルトップ版
桟橋のフィールド上で、画面右側にいるポパイを左右に操り、パンチボタンを用いて画面左側にいるブルートと殴りあうゲーム。攻撃を受けると後退し、その攻撃でブルートを桟橋の左端から落とすのが目的である。ブルートを2回海に落とすと、次の対戦では画面上にいるオリーブがホウレンソウ缶詰を蹴飛ばしてくる。これをキャッチしてブルートを攻撃すれば、ブルートが吹っ飛ばされてクリアとなる。以後は繰り返し。「GAME B」では、桟橋の下にカジキが登場し、下からポパイを攻撃してくる。カジキの攻撃を受けると2つ分後退してしまう。
なお、パノラマスクリーンも同内容である。

### ゲーム基板
基板構造はドンキーコングと同じで複雑な造りであり、コネクターもピンタイプ式になっている。
海外版は国内版とは異なり2枚基板構造で、コネクターも1コネクター式である。尚国内版、海外版共に基板自体に反転がかけられており、反転基板が無いとゲーム画面を映し出す事が出来ない。
- 反転基板が無いとゲーム画面が映し出せないのは他の任天堂のゲームでも同じである。また一部反転基板が不要のタイプもある。

- 本作品は登場してから出回りが良かった為、海賊版（コピー基板）が数多く流出した。

タイトル画面にメーカー名と登場年が削除されてしまっていたり、画面に大きく登場する主人公の『ポパイ』の顔自体が肌色ではなく灰色がかって映っていたり（基板上で無理に反転をかけている為、色合いに相性が出てしまっている）、顔にやや横線が入ったりしている。
- また海賊版の基板は国内版の純正基板と違い簡略された構造で、配線が1コネクタータイプ（44ピン式）のやや縦長の一枚構造であったのと、反転基板も不要だった為に設置が容易だった事も海賊版が多く出回った物と見られる。

- 本作品登場から40年近くが経過した現在でも中古基板店でも入手することは可能だが、その大半は海賊版の場合が多い。海外版の純正基板が時折流通する事があるものの、数は少なくなってきている。

- 国内版の純正基板に関しては近年現存数の関係もあり、稀少価値が付いている。

## オマージュ作品
インディーズ開発者のSabec Limitedが、2021年11月4日にNintendo Switch向け、同年12月1日にPlayStation 4向けのダウンロードソフトとして『Popeye』を配信している。2023年7月1日配信終了。
ゲームのルールは任天堂の『ポパイ』をオマージュしたものになっており、本作では2Dゲームではなく3Dゲームとなっている。ただし、グラフィックが簡素である点を初め、ゲームとしては低品質であり、いわゆるアセット・フリップ（市販アセットを流用した）ゲームの一種である。